# Mundelstrup
Mundelstrup er en landsby i Østjylland med 420 indbyggere  (2024). Landsbyen er langstrakt og gennemskæres af Østjyske Motorvej ved Tilst 10-11 kilometer vest for Aarhus.
Mundelstrup ligger i Fårup Sogn og hører under Aarhus Kommune.
Den vestligste del af landsbyen er opstået langs hovedvejen mellem Aarhus og Viborg (Gammel Viborgvej). Her lå frem til ca. 1990 også købmand, bager og brugsforening ved sidevejen til Fårup. I 1994 blev hovedvejen, Rute 26, ført uden om Mundelstrup, som motortrafikvej mellem Tilst og Sabro. Det var første etape af en større udbygning af Rute 26 som højklasset vej.

## Mundelstrup Stationsby
Den østligste del af landsbyen er opstået omkring Mundelstrup Station på jernbanen Aarhus-Randers fra 1862. Denne del kendes derfor som Mundelstrup Stationsby og er i dag en del af Tilst. Umiddelbart nord for Mundelstrup Stationsby, ligger Geding Sø, hvor Egåen har sit udspring.

### Mundelstrup Gødningsfabrik
Gødningsfabrikken i Mundelstrup blev grundlagt i 1871 indtil en stor-brand i maj 1904, ved Mundelstrup Station, men efter en periode med stagnation blev anlægget overtaget af A/S Dansk Svovlsyre- & Superphosphat-Fabrik (nu Superfos) i 1902. Det var en stor arbejdsplads i området, med hele 160 ansatte omkring år 1900 - i perioder det dobbelte, hvoraf flere var børn - og den var på daværende tidspunkt en af de største gødningsfabrikker i Danmark. Mundelstrup Gødningsfabrik var samtid langt den største skatteyder i Sabro-Fårup Kommune og en væsentlig årsag til stationsbyens opblomstring.
Efter flere brande og forureningsudslip på gødningsfabrikken, blev Mundelstrup Stationsby kendt for Danmarks største bekæmpelse af jordforurening. Jorden omkring husene var gennem mere end 100 år blevet forurenet med bl.a. tungmetaller og i 1991-1993 blev jorden gravet væk i flere meters dybde og anbragt i depot, som en kunstig bakke ved Østjyske Motorvej. Projektet beløb sig til kr 32 millioner. Forureningen plager dog stadig den nærliggende Geding Sø, der har et forhøjet arsen niveau i sedimentet. Overfladejorden i Egåens øvre løb samt Kasted Mose, indeholder væsentlige mængder tungmetaller såsom bly, arsen, kobber, zink og cadmium.